# Tectaria subtriphylla
Tectaria subtriphylla är en ormbunkeart som först beskrevs av William Jackson Hooker och Arn., och fick sitt nu gällande namn av Edwin Bingham Copeland. Tectaria subtriphylla ingår i släktet Tectaria och familjen Tectariaceae. Inga underarter finns listade.